# Maryam Yakubova
 (décembre 2023).
Maryam Yakubova (ouzbek : Maryam Yoqubova) (12 mai 1931 - 10 avril 2018) est une ancienne enseignante ouzbèke,.

## Biographie
Yakubova obtient les plus hautes distinctions pour ses résultats scolaires au cours de ses études secondaires, dont elle sort diplômée en 1948. Elle étudie à l'école n° 1 d'Urgench. En 1952, elle obtient le diplôme de professeur de mathématiques et de physique à l'Institut pédagogique d'État de Khorezm, avec mention, puis retourne à son école natale, l'école n° 1 de la ville d'Urgench. Elle commence à y travailler comme professeur de mathématiques et de physique jusqu'en 1958. Cette année-là, elle est nommée directrice du département de l'éducation publique de la ville d'Urgench, poste qu'elle occupe jusqu'en 1962, date à laquelle elle devient directrice de l'internat de santé n° 94 de la ville d'Urgench. Elle occupe ce poste jusqu'en 1992, .
Au cours de sa carrière, Yakubova reçoit de nombreuses récompenses pour les services qu'elle a rendus à l'éducation. En 1958, elle est nommée professeur honoraire d'éducation publique dans la République socialiste soviétique d'Ouzbékistan et, en 1959, elle remporte le prix d'État pour l'excellence dans l'éducation publique en Ouzbékistan. En 1960, elle est décorée de l'Ordre de l'insigne d'honneur et, en 1966, de l'Ordre de Lénine. En 1970, Yakubova reçoit la médaille du jubilé et en 1978, elle est nommée enseignante honorée de l'Ouzbékistan. En 1986, elle est nommée professeur du peuple de l'URSS. En 1991, elle reçoit une plaque commémorative de l'indépendance de l'Ouzbékistan et, en 2016, une plaque commémorative des 25 ans de l'indépendance de l'Ouzbékistan. Pour ses réalisations, elle reçoit également l'Ordre du Présidium de la République socialiste soviétique d'Ouzbékistan, entre autres décorations,,.

## Prix
- Travailleur honoré de l'éducation nationale de l'Ouzbékistan (1959)
- Ordre de l'insigne d'honneur (1960)
- Ordre de Lénine (1966)
- Médaille du jubilé (1970)
- Professeur honoré d'Ouzbékistan (1978)
- Professeur du peuple de l'URSS (1986)
- Plaque commémorative de l'indépendance de l'Ouzbékistan (1991)
- Plaque commémorative des 25 ans de l'indépendance de l'Ouzbékistan (2016)